# Système éducatif mongol
 (juillet 2020).
La mise en forme du texte ne suit pas les recommandations de Wikipédia : il faut le « wikifier ».
Les points d'amélioration suivants sont les cas les plus fréquents. Le détail des points à revoir est peut-être précisé sur la page de discussion.
- Les titres sont pré-formatés par le logiciel. Ils ne sont ni en capitales, ni en gras.
- Le texte ne doit pas être écrit en capitales (les noms de famille non plus), ni en gras, ni en italique, ni en « petit »…
- Le gras n'est utilisé que pour surligner le titre de l'article dans l'introduction, une seule fois.
- L'italique est rarement utilisé : mots en langue étrangère, titres d'œuvres, noms de bateaux, etc.
- Les citations ne sont pas en italique mais en corps de texte normal. Elles sont entourées par des guillemets français : « et ».
- Les listes à puces sont à éviter, des paragraphes rédigés étant largement préférés. Les tableaux sont à réserver à la présentation de données structurées (résultats, etc.).
- Les appels de note de bas de page (petits chiffres en exposant, introduits par l'outil «  Source ») sont à placer entre la fin de phrase et le point final[comme ça].
- Les liens internes (vers d'autres articles de Wikipédia) sont à choisir avec parcimonie. Créez des liens vers des articles approfondissant le sujet. Les termes génériques sans rapport avec le sujet sont à éviter, ainsi que les répétitions de liens vers un même terme.
- Les liens externes sont à placer uniquement dans une section « Liens externes », à la fin de l'article. Ces liens sont à choisir avec parcimonie suivant les règles définies. Si un lien sert de source à l'article, son insertion dans le texte est à faire par les notes de bas de page.
- La présentation des références doit suivre les conventions bibliographiques. Il est recommandé d'utiliser les modèles {{Ouvrage}}, {{Chapitre}}, {{Article}}, {{Lien web}} et/ou {{Bibliographie}}. Le mode d'édition visuel peut mettre en forme automatiquement les références.
- Insérer une infobox (cadre d'informations à droite) n'est pas obligatoire pour parachever la mise en page.

Pour une aide détaillée, merci de consulter Aide:Wikification.
Si vous pensez que ces points ont été résolus, vous pouvez retirer ce bandeau et améliorer la mise en forme d'un autre article.
 (juillet 2020).
Le contenu est difficilement compréhensible vu les erreurs de traduction, qui sont peut-être dues à l'utilisation d'un logiciel de traduction automatique.
 (juillet 2020).
Le système éducatif mongol a subi des changements colossaux au XXe siècle. Les réformes de l'éducation à l'époque communiste ont été une rupture brutale et totale avec l'éducation traditionnelle qui était souvent religieuse et ésotérique. Ces réformes ont été calquées sur les systèmes éducatifs soviétiques et ont considérablement élargi l'accès à l'éducation pour les citoyens mongols. Parmi les changements figurait une transition de l'écriture mongole traditionnelle, de 1941 à 1946, à l'alphabet cyrillique. L'alphabétisation s'est considérablement développée, la plupart de la population bénéficiant de l'école primaire gratuite. Cependant, le passage à la démocratie et à la libéralisation des marchés dans les années 1990 a eu des effets négatifs sur l'éducation en Mongolie, bien que ces revers aient été atténués en partie par l'amélioration des réformes économiques et politiques. De nombreux adultes bénéficient des programmes d'enseignement à distance non formels parrainés par le gouvernement en collaboration avec des ONG étrangères. Aujourd'hui, l'éducation en Mongolie est supervisée par le ministère de l'Éducation, de la Culture et des Sciences.
Les écoles n'ont pas de nom, mais des numéros.
En 2011, le ministère de l'Éducation a annoncé sa collaboration avec Cambridge Assessment International Education pour réformer l'enseignement secondaire conformément aux normes internationales.

## Système scolaire contemporain

### Préscolaire
La Mongolie dispose d'un vaste système d'enseignement préscolaire financé par l'État. Il existe plus de 700 jardins d'enfants publics et privés. À l'époque socialiste, chaque sum avait au moins une école maternelle et un jardin d'enfants. Actuellement, seules les écoles maternelles accueillent des enfants de plus de 3 ans. À Oulan-Bator, il existe des écoles maternelles et des jardins d'enfants privés; beaucoup proposent une formation linguistique, par exemple le russe.

### Enseignement primaire et secondaire
Le système d'enseignement de niveau inférieur en Mongolie est similaire à celui utilisé à l'époque communiste, bien que le gouvernement ait entamé des réformes pour l'élargir. Le système d'origine comprenait quatre années de scolarité obligatoire suivies de quatre années supplémentaires d'enseignement secondaire inférieur obligatoire. Il y a ensuite eu deux années d'enseignement secondaire non obligatoire du deuxième cycle du secondaire, qui sont soit axées sur l'enseignement professionnel, technique ou général. L'expansion a commencé en 2004 avec l'âge officiel d'entrée à l'école passant de 8 à 7 ans. Une nouvelle expansion devait avoir lieu en 2008, le niveau d'entrée passant d'un an à 6 ans. L'objectif est d'avoir un système 6-4-2 de 12 ans pour l'enseignement primaire et secondaire.
En 2003, il y avait 688 écoles primaires et secondaires avec environ 528 000 élèves et 20 725 enseignants. Il existe 32 centres de formation professionnelle et technique comptant 20 000 étudiants et plus de 800 enseignants.

#### Écoles

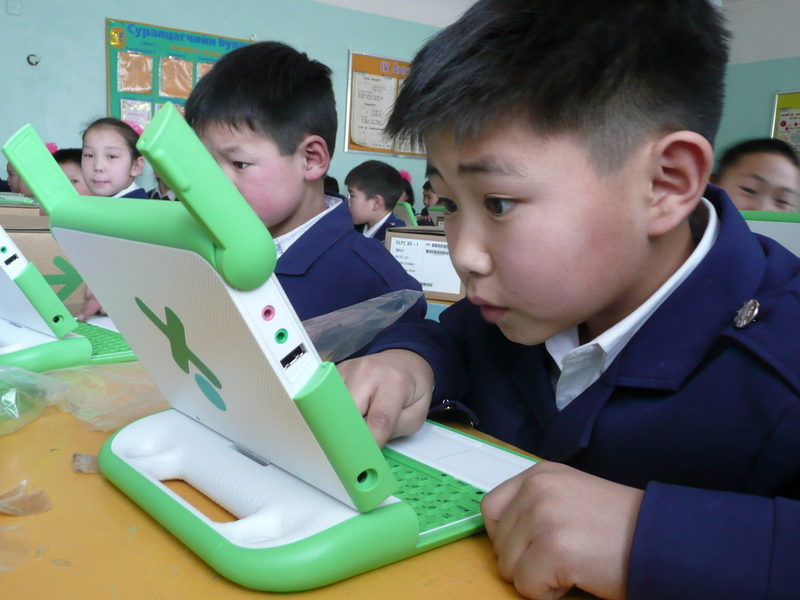
Des écoliers à Oulan-Bator

Comme dans de nombreux pays post-socialistes, le système scolaire de la Mongolie, qui reposait auparavant sur une scolarité de dix ans, a évolué vers une éducation de douze ans. L'âge officiel d'entrée à l'école a été abaissé à six ans à partir de 2008. L'enseignement obligatoire est de neuf ans. L'année scolaire commence le 1er septembre.
Les écoles des capitales de sum, ont généralement des internats pour les élèves ruraux. Beaucoup de ces écoles ne proposent les classes que jusqu'à la neuvième. Les élèves qui souhaitent terminer leurs études secondaires doivent fréquenter les écoles des centres d'aïmag.
À Oulan-Bator et dans des villes comme Erdenet, il existe des écoles privées, quoique de qualité mixte. Oulan-Bator a également quelques écoles publiques centrées sur l'apprentissage des langues étrangères, par exemple pour le russe, le chinois, le turc, l'anglais et l'allemand.
En collaboration avec Cambridge Assessment International Education, le ministère de l'Éducation a subi une réforme majeure de l'éducation afin de se conformer aux normes internationales. En conséquence, de nombreuses écoles publiques et privées ont été créées, offrant le Cambridge Pathway (niveaux primaire, Checkpoint, IGCSE, AS et A). Actuellement, il existe trois écoles publiques avec un programme Cambridge, offrant aux élèves du pays la possibilité d'accéder à l'éducation internationale.
Selon le classement des écoles secondaires de Mongolie sur la base des résultats des examens d'entrée à l'université, neuf écoles sur dix étaient privées (avec frais de scolarité), tandis que trois étaient des écoles turques. À Oulan-Bator, il existe plusieurs écoles secondaires privées qui dispensent un enseignement en anglais et en mongol, et quelques-unes seulement dispensent un enseignement en anglais uniquement.
Il existe une école française.

### Éducation des adultes

#### Enseignement supérieur
L'enseignement supérieur en Mongolie est venu avec la révolution communiste au début du 20e siècle et était basé sur un modèle soviétique. Depuis sa création, le système d'enseignement supérieur a connu une croissance importante à ce jour. En 2003, il y avait 178 collèges et universités, mais seulement 48 d'entre eux étaient publics. Cependant, il y avait 98 031 étudiants dans les universités publiques contre 31 197 étudiants privés, ce qui indique l'importance continue de l'enseignement supérieur financé par les fonds publics en Mongolie. Sous le régime communiste, tous les enseignements supérieurs étaient dispensés gratuitement. Depuis le début des années 1990, des frais ont été introduits, bien que le gouvernement offre des subventions et des bourses. La qualité de l'éducation dans les établissements privés est généralement perçue comme inférieure. [réf. nécessaire]
Il existe de nombreuses universités en Mongolie. La plus importante est l'Université nationale de Mongolie à Oulan-Bator, qui a été fondée en 1942 (sous le nom d'Université Choybalsan) avec trois départements: éducation, médecine et médecine vétérinaire. La faculté était russe, tout comme la langue d'enseignement. En 1983, l'institut d'ingénierie de l'université et l'institut de formation des enseignants de langue russe sont devenus des établissements distincts, respectivement Institut polytechnique et Institut de langue russe. L'Institut polytechnique, qui compte 5 000 étudiants, se concentre sur l'ingénierie et l'exploitation minière. L'Université d'État de Mongolie, qui compte environ 4 000 étudiants, a enseigné les sciences pures et les mathématiques, les sciences sociales, l'économie et la philologie. Plus de 90% des professeurs étaient mongols; les enseignants venaient également de l'Union soviétique, d'Europe de l'Est, de France et de Grande-Bretagne. Une grande partie de l'enseignement était en russe, reflétant le manque de textes en langue mongole dans les domaines avancés et spécialisés.
Outre l'Université d'État mongole, il existe sept autres établissements d'enseignement supérieur: l'Institut de médecine, l'Institut d'agriculture, l'Institut d'économie, l'Institut pédagogique d'État, l'Institut polytechnique, l'Institut de langue russe et l'Institut de culture physique. En été, tous les étudiants ont eu un semestre de travail, dans lequel ils ont aidé à la récolte, formé des équipes de "travail de choc" pour des projets de construction, ou sont allés travailler en Union soviétique ou dans un autre pays du Comon. Au début de 1989, les autorités scolaires ont annoncé que les élèves ingénieurs de troisième et quatrième années seraient informés de l'entreprise à laquelle ils seraient affectés après l'obtention de leur diplôme, afin que leur formation puisse se concentrer sur des objectifs pratiques.

#### Recherche et bourses
Les universitaires souffrent de l'isolement de la Mongolie de la société mondiale du savoir. Les universitaires mongols ont tendance à être insatisfaits de leur accès à l'information en général et certains ne sont toujours pas à l'aise avec les bases de données en ligne. Dans de nombreux cas, les ressources des bibliothèques universitaires sont sous-développées et ne satisfont pas les universitaires. De plus, il peut ne pas être possible pour les chercheurs de s'abonner à des revues professionnelles en raison des barrières financières et linguistiques. Le moyen le plus courant pour les universitaires de trouver des informations consiste à emprunter des articles à des collègues, à utiliser une copie de bibliothèque ou à obtenir une copie de collègues à l'étranger. Environ 83% des chercheurs utilisent Internet pour la recherche, soit environ le même pourcentage de anglophones. L'importance croissante d'Internet dans la recherche et les échanges universitaires mondiaux a poussé davantage de chercheurs à privilégier l'anglais au lieu de la langue qui dominait le monde universitaire mongol, le russe.

### Enseignement à distance non formel
Le gouvernement, par le biais de son ministère de l'Éducation, de la Culture et des Sciences, et souvent en collaboration avec des ONG et des organisations gouvernementales extérieures, a mis en œuvre des programmes d'enseignement à distance non formels favorisant le développement des compétences de base. Environ 100 000 des 1 200 000 adultes mongols participent à une forme quelconque d'enseignement à distance . Le programme utilise souvent des communications radio pour surmonter le problème de la distance. Ceci est particulièrement adapté aux nomades, car leurs modes de vie mobiles ne sont pas propices aux communications terrestres. Ces programmes d'enseignement à distance sont axés sur les populations rurales qui ont besoin de plus de compétences que leurs homologues urbains. Les cours de radio sont dispensés à l'aide de livrets envoyés aux participants et d'instructions vidéo dans les centres d'apprentissage. Ils sont conçus pour aider les adultes à apprendre des sujets qu'ils pourraient trouver utiles dans la vie de tous les jours. Des sujets tels que la nutrition, les premiers soins et l'hygiène sont enseignés pour aider à améliorer la santé. Des cours allant de la production de laine à la cuisine en passant par la selle sont enseignés comme des moyens d'aider les populations rurales à améliorer leurs compétences et éventuellement à générer des revenus. De même, des cours de base sur la production, la comptabilité et la commercialisation sont dispensés pour améliorer la situation financière des habitants des zones rurales. Il existe des cours utilisant des contes de fées classiques pour enseigner l'alphabétisation et des cours sur les mathématiques et l'actualité. L'éducation non formelle est l'un des seuls moyens pour les élèves qui ont abandonné l'école d'atteindre un enseignement équivalent à l'école primaire. De 2000 à 2004, 28 356 étudiants ont obtenu cette équivalence grâce au programme non formel.
Chacun des 21 aimags de la Mongolie possède son propre Département de l'éducation et de la culture qui administre des programmes d'éducation formelle et non formelle à l'intérieur de ses frontières. Chaque aimag est responsable du développement du contenu de ses programmes et de leur mise en œuvre. Pour l'enseignement à distance non formel, il existe deux programmes à l'échelle nationale: "Le programme national de développement de l'éducation non formelle" et le "Programme national pour l'enseignement à distance". La formation pédagogique des instructeurs est assurée par le Centre pour l'éducation non formelle, qui fait partie du Ministère de l'éducation, de la culture et des sciences (Mongolie). Il existe un service national d'inspection de l'éducation qui surveille les programmes, il n'est donc pas clair dans quelle mesure le niveau national du ministère de l'Éducation est comparé au niveau de l'aimag.
Le programme d'enseignement à distance non formel utilise des «centres d'éveil», souvent dans les écoles ou les bureaux du gouvernement, pour distribuer du matériel éducatif.

### Projets spécifiques
Projet des femmes nomades de Gobi

### Sources de financement et de soutien
- Programme de l'UNICEF pour aider les enfants qui abandonnent l'école[9].
- Gouvernement du Danemark (financé le Gobi Nomadic Women's Project)

## Histoire

### Temps pré-modernes
L'éducation en Mongolie était traditionnellement contrôlée par les monastères bouddhistes et était limitée aux moines. Le tibétain était la langue d'enseignement, la langue canonique et liturgique, et elle était utilisée aux niveaux inférieurs de l'enseignement. Un enseignement de niveau supérieur était disponible dans les principaux monastères, et il fallait souvent de nombreuses années pour obtenir des diplômes officiels, qui comprenaient une formation en logique et en débat. À l'exception de la médecine, qui impliquait une vaste pharmacopée et une formation en phytothérapie, l'enseignement supérieur était ésotérique et non mondain. Les grands monastères soutenaient quatre collèges: philosophie, doctrine et protocole; médicament; mathématiques, astrologie et divination; et démonologie et suppression des démons. Au début du XXe siècle, les fonctionnaires et les familles riches ont engagé des tuteurs pour leurs enfants. Les bureaux du gouvernement organisaient des apprentissages informels qui enseignaient les subtilités des documents écrits, des formulaires standard et de la comptabilité. Les sources officielles mongoles, qui avaient tendance à décrire la période pré-révolutionnaire comme une période de retard total, ont probablement sous-estimé le niveau d'alphabétisation, mais il était sans aucun doute faible.
Le premier exemple d'éducation publique en Mongolie est une école laïque créée par le moine et poète bouddhiste Dazan Ravjaa au monastère de Khamar dans les années 1820.

### Période 1911-1921
L'éducation laïque a commencé peu de temps après l'effondrement de l'autorité mandchoue Qing en 1911. Une école de langue mongole sous les auspices russes a ouvert ses portes à Yihe Huree en 1912; une grande partie de l'enseignement des 47 élèves a été dispensé par des Bourgeois mongols de Sibérie. La même année, une école militaire avec des instructeurs russes a ouvert ses portes. En 1914, une école d'enseignement du russe aux enfants mongols fonctionnait dans la capitale. Ses diplômés, dans un schéma qui allait devenir courant, se sont rendus dans les villes de Russie pour poursuivre leurs études. Peut-être en réponse au défi des quelques écoles laïques, les monastères des années 1920 dirigeaient des écoles pour les garçons qui n'avaient pas à prononcer de vœux monastiques. Ces écoles utilisent la langue mongole et les programmes ont un contenu fortement religieux.

### Création d'un système scolaire public
L'éducation s'est développée lentement tout au long des années 1920. En 1934, alors que 55% de tous les membres du parti étaient analphabètes, les écoles publiques laïques n'inscrivaient que 2,7% de tous les enfants âgés de huit à dix-sept ans, tandis que 13% de ce groupe d'âge fréquentaient des écoles monastiques. La suppression des monastères en 1938 et 1939 a fermé les écoles monastiques, et les écoles publiques se sont développées régulièrement tout au long des années 1940 et 50. En 1941, l'écriture mongole traditionnelle, basée sur l'écriture ouïghoure, a été remplacée par le cyrillique. Il a fallu de 1941 à 1946 - les sources diffèrent sur la date - pour appliquer complètement le changement. Les autorités mongoles ont annoncé que l'alphabétisation universelle des adultes avait été réalisée en 1968. Une imprimerie russe, ouverte à Yihe Huree au début du XXe siècle, a produit des traductions mongoles de romans et de tracts politiques russes; en 1915, il imprima le premier journal de Mongolie, Niysleliyn Hureeniy Sonon Bichig (News of the Capital Huree).

## Alphabétisation
La Mongolie a un taux d'alphabétisation élevé, toujours évalué à environ 98%. Il s'agit d'un chiffre élevé pour un pays qui est souvent considéré comme l'un des plus pauvres d'Asie. À titre de comparaison, la Banque mondiale, qui soutient le chiffre ci-dessus, évalue à 91% le taux d'alphabétisation de la Chine, voisine la plus prospère de la Mongolie. La Mongolie a bénéficié de l'enseignement primaire obligatoire sous le régime communiste au XXe siècle, qui se poursuit aujourd'hui sous une forme similaire. Le fait que 90% de la population parle le mongol khalka comme langue principale peut aider à l'alphabétisation dans la mesure où les ressources peuvent être largement concentrées sur une seule langue. Les programmes d'enseignement à distance non formels du gouvernement mongol offrent également aux citoyens la possibilité d'apprendre à lire et à écrire,.
L'alphabétisation mongole a ses débuts près du début de l'Empire mongol en 1204 lorsque Gengis Khan a chargé le scribe ouïghour Tatar-Tonga de créer ce qui est devenu l'écriture mongole traditionnelle, ou « bichig mongol ».
Historiquement, la plupart de la population mongole ne savait pas lire. En 1934, 55% des membres du parti communiste étaient analphabètes.

## Problèmes
L'enseignement primaire a connu quelques turbulences avec l'essor des marchés libres et l'urbanisation croissante. Alors que de plus en plus de familles s'installent dans les villes, les écoles urbaines souffrent de surpeuplement tandis que les écoles rurales souffrent d'une faible fréquentation. Après l'abandon du régime communiste et l'introduction de marchés libres, le système éducatif mongol a été réformé par la décentralisation et le transfert du contrôle aux gouvernements provinciaux locaux. Avant cela, le gouvernement subventionnait fortement l'éducation, les dépenses d'éducation consommant 27% du budget en 1985 (en 1999, ce chiffre était tombé en dessous de 15% du budget total). Chaque enfant, quel que soit son milieu rural, pouvait aller dans des écoles bien équipées qui présentaient certains des ratios élèves / enseignant les plus bas du monde.
Cette situation a changé lorsque la privatisation des troupeaux et le ralentissement économique des années 1990 ont mis à rude épreuve la stabilité financière des familles et mis à rude épreuve les budgets scolaires. Cela a conduit à un nombre croissant d'enfants retirés de l'école et mis au travail pour aider leur famille. L'introduction du capitalisme a conduit 36,3% de la population mongole au-dessous du seuil de pauvreté en 1995. À un moment donné, plus de 15% des enfants des zones rurales étaient mis au travail de l'élevage chaque année, et plus de 8% des enfants des zones urbaines travaillaient dans les villes plutôt que d'aller à l'école. Certains éleveurs se sont interrogés sur la nécessité de l'éducation si leurs enfants ne devaient garder que des troupeaux. Le phénomène de l'abandon scolaire a été exacerbé par le fait que de nombreux enfants devaient fréquenter des internats éloignés. À un moment donné, ces écoles ont mis en place une «exigence de viande» pour aider à couvrir le coût de l'alimentation des élèves. Une famille devait payer 70 kg de viande par enfant par an. Le «Besoin en viande» était essentiellement une taxe scolaire que certaines familles ne pouvaient pas se permettre; il a depuis été annulé. [réf. nécessaire]
Les garçons ont le plus souffert des taux d'abandon scolaire, car ils étaient plus susceptibles d'être nécessaires à l'entretien des troupeaux et étaient souvent considérés comme des élèves à problèmes. Heureusement, l'enseignement primaire en Mongolie a largement rebondi et les taux d'abandon scolaire diminuent. Cependant, la croissance rapide des décrocheurs au cours des années 1990 économiquement turbulentes illustre à quel point l'accès à l'éducation peut être fragile en Mongolie. Et bien que les garanties juridiques garantissent huit ans d'enseignement primaire, il n'y a aucun moyen de faire respecter ces lois.